# Камышлак
Камышлак — деревня в Озинском районе Саратовской области. Входит в состав сельского поселения Балашинское муниципальное образование.

## География
Находится у речки Камышлак на расстоянии примерно 40 километров по прямой на север-северо-восток от районного центра поселка Озинки.

## Население
Население составляло 118 человек в 2002 году (русские 41%, казахи 42%),  35 в 2010.
| 2002 | 2010 |
| ---- | ---- |
| 118  | ↘35  |